# Leptogenys exudans
Leptogenys exudans é uma espécie de formiga do gênero Leptogenys, pertencente à subfamília Ponerinae.